# Musa Aydın
Musa Aydın (* 1. November 1980 in Samsun) ist ein ehemaliger türkischer Fußballspieler. Er spielte im rechten Mittelfeld oder auf Rechtsaußen. 

## Karriere
Aydın begann mit dem Vereinsfußball in der Jugend von Ceditılıcaspor und wechselte 1998 in die Jugend von Samsunspor. Zum Sommer 2000 wurde er hier dem Profikader hinzugefügt und spielte bis zum Sommer 2006 hier. Anschließend wechselte er zu Sakaryaspor und ein Jahr später zu Sivasspor. Mit Sivasspor erlebte er seine erfolgreichste Zeit und wurde einmal Tabellendritter und einmal Vizemeister. 2010 folgte er seinem Trainer Bülent Uygun zu Bucaspor.
Im Sommer 2011 wechselte er dann zum Erstligisten Antalyaspor und ein Jahr später zum Zweitligisten und seinem alten Verein Samsunspor. Hier spielte er bis zum Sommer 2016 und beendete anschließend seine aktive Spielerkarriere.

## Erfolge
Mit Sivasspor
- Türkischer Vizemeister: 2008/09
- Tabellenvierter der Süper Lig: 2007/08